# Saleem al-Nasri
Saleem al-Nasri (arabisch سليم النصري, DMG Salīm an-Naṣrī; geb. 1. Januar 1977 in Alabla) ist ein ehemaliger omanischer Sportschütze.
Er trat bei den Olympischen Sommerspielen 2004 in Athen an. Im Wettbewerb Doppel-Trap kam er auf Platz 21.